# Bill Summers
Bill Summers es un percusionista estadounidense de funk y Jazz fusión. 

## Trayectoria, estilo y valoración
Conocido sobre todo por su larga asociación con The Headhunters y por ser miembro fundador -junto a Irvin Mayfield y Jason Marsalis- de la banda de latin jazz Los Hombres Calientes, Bill Summers ha pasado más de 30 años investigando la relación musical entre el continente africano, el Caribe y las Américas. Summers saltó a la fama en la década de 1970, como percusionista de The Headhunters, la banda de funk de Herbie Hancock. Habiendo participado en innumerables grabaciones desde entonces, Bill Summers forma en 1998 Los Hombres Calientes, junto al trompetista Irvin Mayfield y el baterista Jason Marsalis.
Conocedor de -literalmente- cientos de ritmos afrocubanos gracias a décadas enteras de estudio, el arte de Summers puede oírse tanto en las grabaciones de Los Hombres Calientes como en sus múltiples colaboraciones con otros artistas. En 2001 Summers se reúne con su antiguos colegas de The Headhunters Mike Clark y Paul Jackson para participar en el Prescription Renewal Tour con Kyle Hollingsworth (kb) y Fred Wesley (tb). En 2002 el baterista cubano Horacio "El Negro" Hernández sustituye a Marsalis en Los Hombres Calientes que sigue editando diferentes trabajos desde entonces bajo el liderazgo de Summers y Mayfield.
La crítica ha dicho de Summers que el músico es a la percusión lo que la firma Steinway al piano, calificándolo como un músico del más alto nivel capaz de tocar desde cualquier instrumento tradicional africano hasta botellas de gaseosa, y destacando su aportación a la cultura mundial.

## Discografía
- Feel the Heat (Prestige, 1976)
- Cayenne (Prestige, 1977)
- Straight to the Bank (Prestige, 1978)
- On Sunshine (Prestige, 1979)
- Call it What You Want (MCA, 1980) U.S. #129
- Jam the Box (MCA, 1981) U.S. #92
- Seventeen (MCA, 1982)
- Iroko (Vital Records, 1992)
- Essence of Kwanzaa (Monkey Hill, 1997)
- Studies in Bata: Sacred Drum of the Yoruba, Havana to Matanzas (Bilsum Music, 2002)